# Dornumersiel
Dornumersiel und Westeraccumersiel sind eine historisch gewachsene Dorfgemeinschaft an der Nordseeküste in Ostfriesland im Bereich der ehemaligen Dornumer Bucht. Zwischen beiden Ortsteilen verläuft das Dornumersieler Tief, das auch als Accumer Tief bezeichnet wird, mit der ehemaligen Grenze vom Norderland im Westen und dem Harlingerland im Osten. Im Ortskern erweitert sich das Tief seit den 1960er Jahren zum Mahlbusen des Siel- und Schöpfwerks Accumersiel, das im Verlauf der neuen Hauptdeichlinie am Wattenmeer angeordnet worden ist. Im Außendeichbereich liegt der Fischerei- und Jachthafen Accumersiel. Das Küstenseebad Dornumersiel gehört seit 2001 zur Gemeinde Dornum.

## Geographische Lage und Naturraum

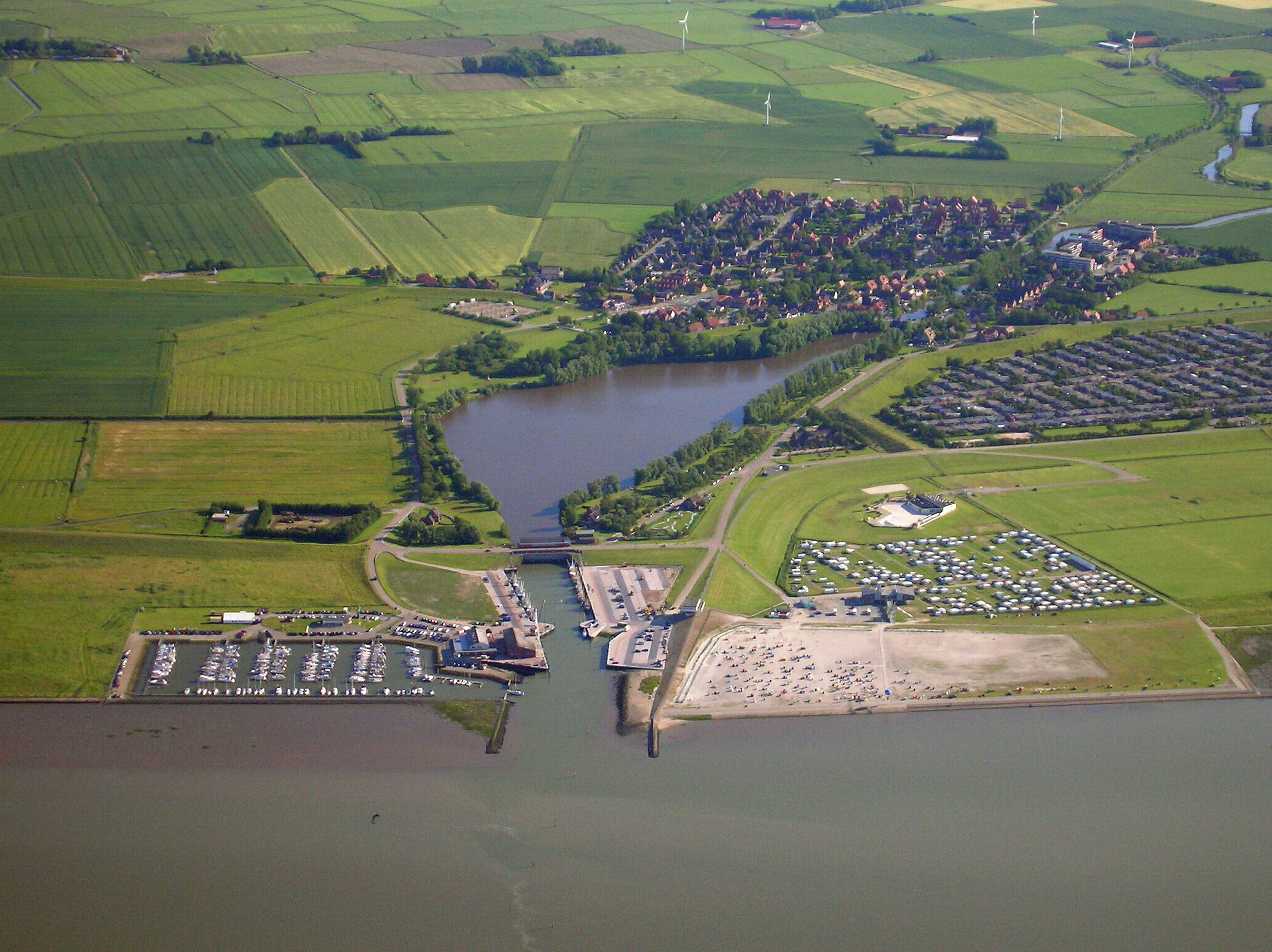
Dornumersiel mit dem Sielhafen aus der Luft (2009)

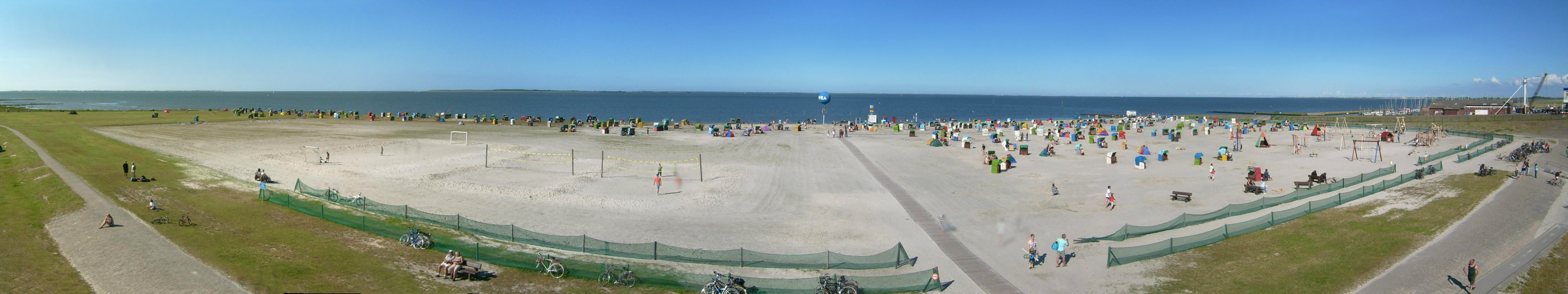
Strand von Dornumersiel

Dornumersiel liegt unmittelbar an der Nordseeküste südlich der Insel Langeoog. Der Hauptort der Gemeinde, Dornum, befindet sich etwa 5 Kilometer entfernt in südwestlicher Richtung. Die nächsten größeren Ortschaften sind das zwölf Kilometer östlich gelegene Esens sowie das sieben Kilometer südlich gelegene Westerholt. Gegründet wurde der Ort als Warfendorf auf Gley-Podsol-Boden in einer Höhe von sechs Metern über Normalnull. Im Norden, Osten und Westen umgibt Kalkmarsch den Ortskern. Im Süden grenzt ein Gebiet mit Kleimarsch an.

## Geschichte

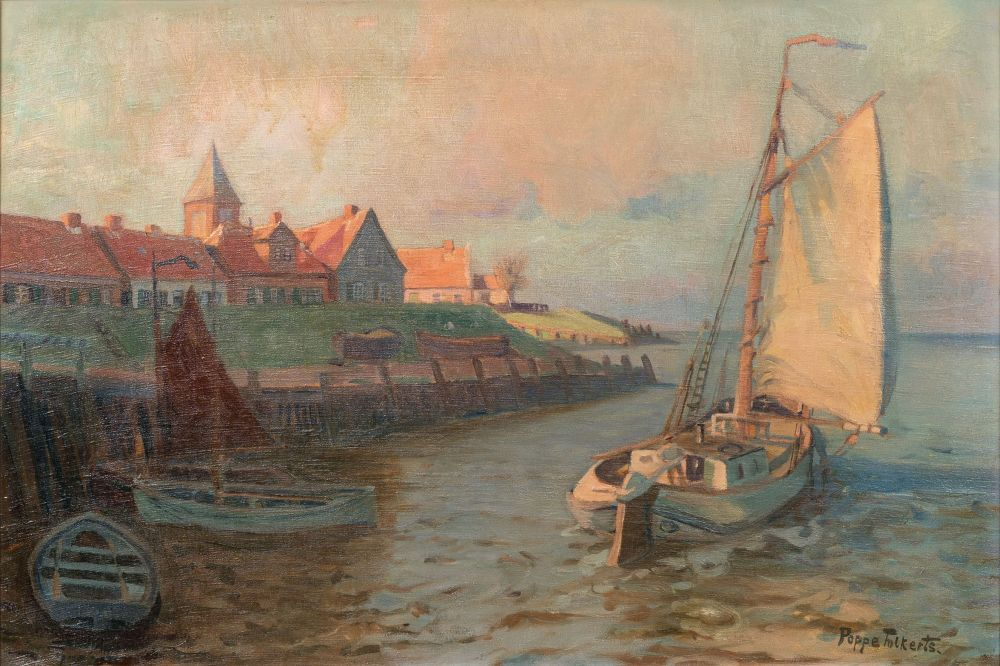
Poppe Folkerts (1875–1949): Westeraccumersiel

Der Sielort ist einer der ältesten Häfen an der ostfriesischen Küste. Die Besiedelung des Ortes begann wahrscheinlich im 15. Jahrhundert. Nachdem in der St.-Peters-Flut am 22. Februar 1651 ein an der Küste gelegener Sielort, das später so genannte Altensiel, zerstört wurde, wurden 1653 unmittelbar nebeneinander das Dornumer und das Westeraccumer Siel angelegt. Einst trennte hier die Grenze Ostfriesland und das Harlingerland. Die beiden Orte Dornumersiel und Westeraccumersiel konnten erst nach Eindeichung der Polder entstehen. Eine erste urkundliche Erwähnung des Dorfes datiert auf das Jahr 1684. 1717 wurden sie durch die Weihnachtsflut fast vollständig vernichtet. Heute ist Dornumersiel ein Küstenseebad.
Am 1. Juli 1972 wurden die Gemeinden Dornumergrode, Westeraccumersiel und Westerbur eingegliedert.
Vom 2. August 1972 bis zum 31. Oktober 2001 war der Ort ein Teil der Samtgemeinde Dornum.
Am 1. November 2001 kam Dornumersiel zur Gemeinde Dornum.

## Wappen
| | Blasonierung: „In Gold (Gelb) ein erniedrigter schwarzer Balken, daraus wachsend ein schwarzer, rotbewehrter Bär mit goldenem (gelbem) Halsband; über einem erniedrigten goldenen (gelben) Wellenschildfuß wachsend ein goldenes (gelbes) Gewölbesiel mit geschlossenen Fluttoren, den schwarzen Balken überdeckend.“ |
| Wappenbegründung: Das von Ulf-Dietrich Korn entworfene Wappen wurde am 26. November 1962 vom Regierungspräsidenten in Aurich verliehen. Wie viele Gemeinden in der Gegend, entschied man sich auch in Dornumersiel für das Wappen der Häuptlingsfamilie Attena, der Herren des Harlingerlandes, die ihren Stammsitz sehr wahrscheinlich auf der Norderburg hatten. Sie führten einen Bären mit goldenem Halsband im Wappen. Für das dem Wasser abgerungene Land steht das Siel, welches dazu dient, das Marschland hinter dem Deich zu entwässern; gleichzeitig steht es redend für den Ortsnamensteil "-siel". | |

## Wirtschaft und Infrastruktur
Am Strand gibt es einen Campingplatz sowie ein beheiztes Meerwasser-Freibad. Im Nordseehaus erfährt man Wissenswertes zum Watt und zur Region sowie zum Deichbau. Dornumersiel ist Nordseebad seit 1990 mit 70.000 m² Sandstrand. Im Reethaus am Meer mit Spielscheune befinden sich Leseraum, Bücherei, Kaminzimmer, Tischtennis, Bastel- und Werkräume sowie Seminar- und Vortragsräume. Auf der Störtebekerstraße und den kleinen Straßen, teilweise direkt hinterm Deich, kann man mehrere kleine Orte mit ihren unverkennbaren Merkmalen erkunden. Auch Kutter- und Sportboothafen prägen das Erholungsgebiet.
Westeraccumersiel hat den bedeutendsten Plattfischfang aller ostfriesischen Häfen.

## Rettungsschuppen der DGzRS

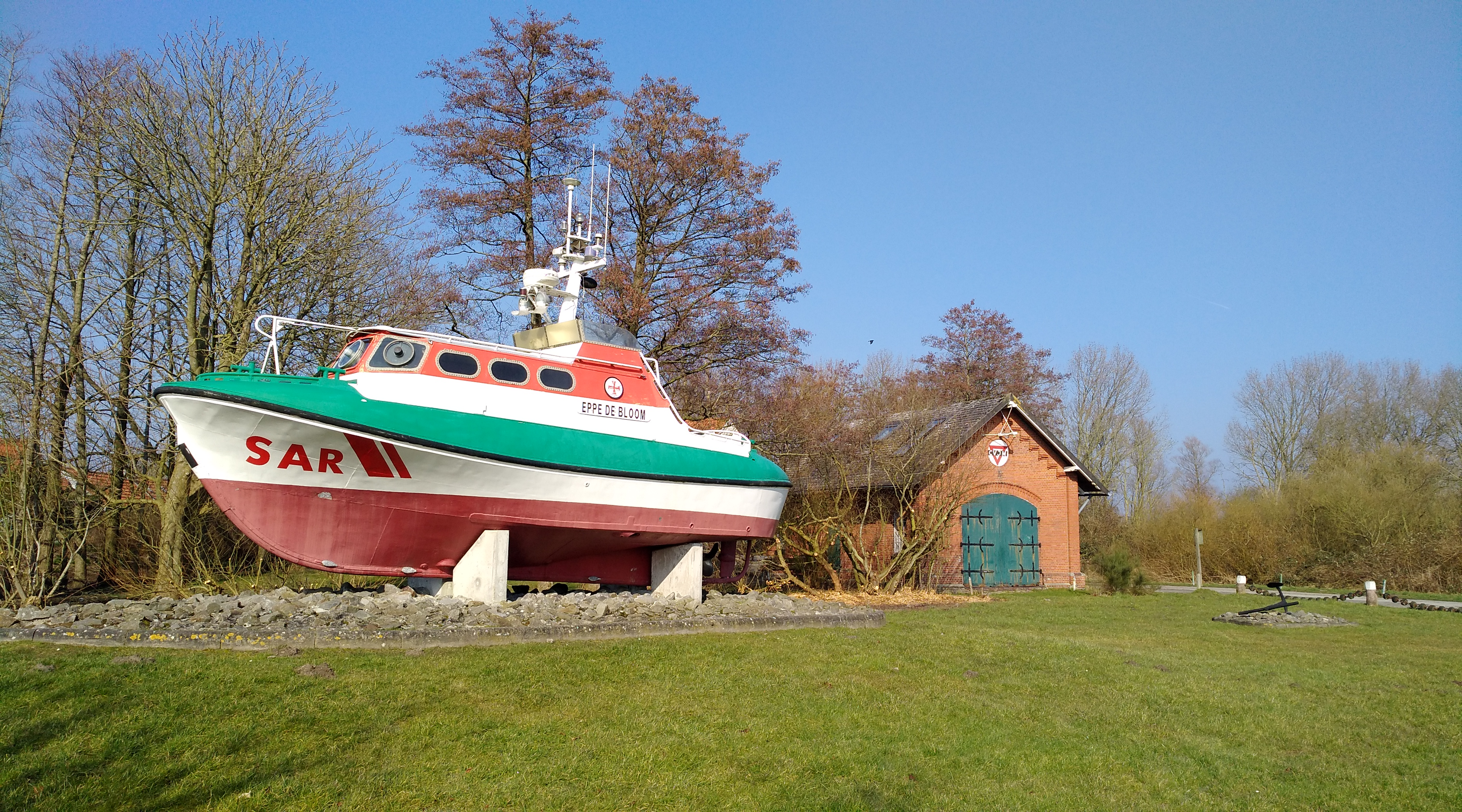
Museumsboot und alter Rettungsschuppen

Die Deutsche Gesellschaft zur Rettung Schiffbrüchiger (DGzRS) richtete Anfang des 20. Jahrhunderts auch in Westeraccumersiel eine Rettungsstation ein. Die Einweihung des heute noch vorhandenen Rettungsschuppens erfolgte 1907. Darin lag das Deutsche Normalrettungsboot AUGUST GRASSOW, das 1906 auf der Bootswerft Hermann Havighorst in Blumenthal/Weser gebaut worden war. Zu der Zeit lag der Schuppen direkt am Hafen und besaß eine hölzerne Ablaufbahn (Slipanlage), auf der das Rettungsboot direkt ins Wasser abgelassen werden konnte. Bis 1948 lag es auf der Station und wurde anschließend verkauft. 2004 kam das Boot in den Besitz des Vereins „Historische Seenotrettung Horumersiel“, wo es nach umfangreicher Restaurierung seit 2006 im Rettungsschuppen der Seenotrettungsstation Horumersiel liegt und besichtigt werden kann.
Im Zweiten Weltkrieg hatte die DGzRS für die Station ein Motorrettungsboot bei der Fr. Lürssen Werft in Bremen bestellt. Nach Auslieferung von KRC 303 übernahm das Kommando der Schiffe und Boote der Luftwaffe das zehn Meter lange Boot aus Mahagoni, um es im Seenotdienst für abgestürzte Flieger einzusetzen. Ab 1945 stand es als WESTERACCUMERSIEL der DGZRS wieder zur Verfügung. Mit der seewärtigen Verlegung der Hauptdeichlinie wurde der alte Hafen in das Vordeichgelände verlegt und die DGzRS-Station 1960 geschlossen. Das Rettungsboot verlegte zur Seenotrettungsstation Grömitz und erhielt dort den Namen H. H. BUNJE. Unter diesem Namen war es noch in Burgstaaken und zuletzt in Travemünde im Einsatz, wo es 1972 außer Dienst gestellt wurde.
Der alte Rettungsschuppen wurde verkauft und wird heute vom CVJM genutzt. Auf der Wiese davor liegt ein ehemaliges Seenotrettungsboot der 9-Meter-Klasse. Es hatte von 1977 bis 2006 als WALTHER MÜLLER Dienst bei der DGzRS getan. In Gedenken an den ersten Vormann der Station hat das Boot den Namen EPPE DE BLOOM erhalten.